# Carex macilenta
Carex macilenta là một loài thực vật có hoa trong họ Cói. Loài này được F.Nyl. mô tả khoa học đầu tiên năm 1844.